# Radames Pera
Radames Pera (14 de septiembre de 1960) es un actor estadounidense, más conocido por su papel como Grasshopper (Saltamontes), el estudiante Kwai Chang Caine en la serie Kung fu.

## Carrera
Entre los últimos trabajos de Radames Pera figuran las series Starman, The New Mike Hammer, Masquerade y Saturday Night Live. En un escenario distinto hay que destacar también su trabajo en Red Dawn (1984). Pera debutó como actor en televisión con la serie Medical Center en el año 1969, y ese mismo año se lo vio en. Como segundo trabajo relacionado con las series apareció en The Red Skelton Show. 
Se especializa en eliminar el desorden de control remoto y otros soluciones WiFi AV ya su compañía con sede en San Diego. 